# Nintendo presenta: Style Boutique
Nintendo presenta: Style Boutique, conocido en América como Style Savvy y en Japón como Wagamama Fashion: Girls Mode (わがままファッション ガールズモード?), es un videojuego de moda y gestión económica desarrollado por syn Sophia y publicado por Nintendo. Fue lanzado para la consola Nintendo DS el 23 de octubre de 2008 en Japón, el 23 de octubre de 2009 en Europa, y el 2 de noviembre de ese mismo año en América del Norte. El juego tiene tres entregas posteriores para  Nintendo 3DS, New Style Boutique, New Style Boutique 2 - ¡Marca tendencias! y New Style Boutique 3 - Estilismo para celebrities.

## Modo de juego
Nintendo presenta: Style Boutique se juega colocando la Nintendo DS de lado, y el juego utiliza la hora y la fecha establecida en el sistema. El modo de juego consiste principalmente en elegir la prenda correcta que busquen las clientas, cada una con un estilo y un gusto diferente. Hay ocho lugares en los que el jugador puede comprar ropa, accesorios, cambiarse el pelo, cambiarse de ropa, trabajar gestionando los artículos en su tienda, y haciendo anuncios, entre otras cosas. Por otra parte, puede competir en un concurso de moda y tener una oportunidad de ganar un artículo de ropa raro.
Utilizando la conexión local de Nintendo DS, los jugadores también pueden visitar las tiendas de otros jugadores, enviar folletos comerciales (después de que la opción para realizar anuncios y folletos este disponible), o tomar parte en un concurso con un máximo de 3 jugadores. La Conexión Wi-Fi de Nintendo permite a los jugadores abrir su propia tienda y dejar que otras personas de todo el mundo la visiten. Además se pueden descargar nuevas prendas de ropa, las cuales no están disponibles durante el juego.

## Lugares
El juego consta de ocho lugares en los que el jugador puede hacer varias cosas:
- Casa: apartamento del usuario donde puede cambiarse la ropa y el maquillaje. También es posible editar su información de perfil.

- Mi boutique: la tienda que el usuario posee y donde la ropa que el usuario compra en la Central de moda se vende.

- Sinsania: tienda de Celia, donde el jugador empieza trabajando para Celia como principiante al comenzar el juego. Después de conseguir una tienda propia, los jugadores aún pueden visitar Sinsania para obtener un consejo de Celia.

- Peluquería: aquí el jugador puede cambiar al personaje de peinado y de color del pelo. Hay revistas para leer también. A medida que se avanza en el juego se van desbloqueando más peinados y tintes.

- Salón de belleza: los usuarios pueden comprar maquillaje para su personaje, rímel, sombra de ojos, lentillas de colores y barra de labios. Además pueden cambiarse las cejas. también hay revistas para leer. A medida que se avanza en el juego se van desbloqueando más artículos para comprar.

- Sala de desfiles: donde el jugador podrá participar en diferentes concursos que tienen un rango específico y ganar premios de la marca rara Masquerade. Alexis presenta todos los concursos de moda donde el jugador competirá con otros dueños de otras tiendas. Al jugador que quede en segundo lugar se le obsequiará con una Mención especial. Los jugadores del Concurso Platino competirán contra Celia de Sinsania. Los concursos multijugador pueden realizarse aquí. A continuación se detallan los tipos de concursos (en los cuales hay que vestir a la modelo según un tema), y los diferentes artículos de una línea que se pueden conseguir.

Principiantes: Tema: Sencilla e informal. Premio: Atuendo vaquero - sombrero, chaqueta, falda, bufanda, botas.
Bronce: Tema: Espíritu deportivo. Premio: Atuendo gato - orejas, falda, camiseta, garras, patas.
Plata: Tema: Chic y roquera. Premio: Atuendo doncella - blusa, diadema, falda.
Oro: Tema: Espíritu libre. Premio: Atuendo princesa - top rosa princesa, falda zapatos, tiara.
Platino: Tema: Profesional chic. Premio: Atuendo inocencia - Falda, blusa, lazo.
Internacional: Tema: Los temas varían. Premio: Los trajes del nivel Internacional pueden variar dependiendo del mes y de la temporada, como el traje de Ninja y el de Chica Mágica. El jugador cuando gana este concurso también recibe una corona para su personaje, que simboliza que ella es la reina del mundo de la moda.
- Mansión de Hugo: aquí están disponibles mejoras para la tienda, las cuales hay que ir desbloqueando realizando una serie de objetivos. Eunice, Sebastián y Hugo están ahí para ayudar al jugador.

- Central de moda: aquí el stock de la tienda se puede comprar de diferentes marcas. Cada día hay una oferta especial diferente de una marca, la cual pone a la venta solo ese día un artículo que no estará más a la venta. El domingo hay una sesión de pretemporada, donde se puede comprar el stock de la próxima temporada. El stock sólo se entrega a la tienda del jugador después del domingo. A continuación hay una lista con las marcas y su horario de apertura. ALVARADO - frecuentemente por la mañana, AZ-USA - frecuentemente al mediodía, APRIL BONBON - frecuentemente la mayoría de horas, CAPSULE frecuentemente por la noche y consiste en moda retro del período de los 70, PENBRIDGE - frecuentemente por la tarde, DAZIES - frecuentemente la mayoría de horas, GXS - no muy frecuente, MARBLE LILY - frecuentemente por las mañanas y después del mediodía y consiste en moda de Sweet Lolita (Amaloli), RAVEN CANDLE, no muy frecuente y consiste en moda gótica, PURE CLOTH - depende del día, TERRA - frecuentemente por la mañana, SONATA - frecuentemente los lunes, MASQUERADE - (raro) frecuentemente un día a la semana.

## Personajes
- Hugo: el propietario de la tienda del personaje. Él es el único personaje masculino junto con Sebastián. Es rico y es capaz de actualizar la tienda del jugador.

- Celia: es la empresaria que contrata al jugador al comienzo del juego y con la que tendrás que trabajar en la tienda de Hugo, Sinsania. Una vez que el jugador posee su propia boutique ella continuará dándole consejos.

- Desi: una empleada que trabaja al principio del juego en Sinsania, y que después trabajará en la boutique del jugador.

- Didi: fotógrafa / paparazzi. Ella hará fotos del personaje del jugador después de ganar un concurso de moda o cuando haga una actividad especial. Estas fotos serán enviadas por correo al personaje y podrá añadirlas a un álbum.

- Alexis: es una de las personas más importantes del mundo de la moda, además presenta los concursos de moda.

- Priscilla: editora de la revista Pasarela. Entrevista al personaje del jugador cuando gana un concurso de moda (sólo una vez al mes).

- Eunice: doncella de Hugo. Ella va a visitar tu tienda si te pones la ropa exacta que hace.

- Cinthia: propietaria de la peluquería, es capaz de cambiar el pelo de tu personaje. Visitará tu tienda y llevará el traje en su salón.

- Livia: propietaria del salón de belleza, puedes comprarle maquillaje y pedirle que te cambie las cejas. Volverá a visitar tu tienda y llevará el traje en su salón.

## Marcas de ropa
La ropa y accesorios del juego pertenecen a determinadas marcas, distintas entre sí, que son:
- GXS: Prendas deportivas y desenfadadas.
- Dazies: Diseños llamativos y llenos de color.
- AZ-USA: Moda que te hará sentir más urbana y juvenil.
- April Bonbon: La elegancia de los tonos pastel a tu alcance.
- Alvarado: Prendas elegantes y repletas de detalles.
- Terra: Ropa hippy con motivos naturales.
- Karamomo: Prendas de estilo oriental.
- Epoque: Diseños vintage con lazos y volantes.
- Capsule: Prendas retro que retoman lo mejor del pasado.
- Marble Lily: Rosas y blancos para chicas de estilo baby doll.
- Raven Candle: Prendas góticas para chicas que gustan de lo oscuro.
- Penbridge: Estampados de cuadros y estilo británico.
- Mad Jack: Moda roquera.
- Sonata: Prendas elegantes y refinadas.
- Pure Cloth: Diseños minimalistas para el día a día.
- Masquerade

## Mangas
En Japón han sido publicados varios mangas destinados al público infantil femenino basados en el juego:
- Wagamama Fashion: Girls Mode - Estilo Louis (わがままファッション ガールズモード ルイスタイル?) se publicaba en la revista Gumi Pucci, propiedad de la editorial Shōgakukan. Fue publicado hasta noviembre de 2009 a partir de marzo de ese mismo año. Fue dibujado por Komuro Eiko.

- Wagamama Fashion: Girls Mode - Estilo Milán (わがままファッション ガールズモード みらのSTYLE?) fue publicado en la revista El aprendizaje por grados de Shogakukan, más concretamente en el cuarto grado. Fue ilustrado por Shiori Ki Kana.

- Wagamama Fashion: Girls Mode - La carismática gerente May (わがままファッション ガールズモード 〜カリスマ店長 メイ〜?) se publicaba en la revista Character Parfait, propiedad de la editorial ASCII Media Works. Fue dibujado por Kotori Momoyuki.

- Wagamama Fashion: Girls Mode - Estilo Kurara (わがままファッション ガールズモード くららスタイル?) fue publicado en la edición de diciembre de 2009 de Gumi Pucci, propiedad de la editorial Shōgakukan. Fue dibujado por Komuro Eiko.

## Premios
Fue galardonado con un premio especial en los Japan Game Awards de 2009.